# Видзью (приток Лэпъю)
Ви́дзью (устар. Видз-Ю) — река в России, течёт по территории Койгородского района и Сыктывдинского района Республики Коми. Устье реки находится в 17 км по правому берегу реки Лэпъю. Длина реки составляет 110 км, площадь водосборного бассейна 866 км².

## Притоки
- 17 км: Шитя (лв)
- 35 км: Южная Нея (пр)
- 40 км: Нея (пр)
  - 8 км: Северная Нея (лв)
- Курчим (лв)
- 65 км: Бадьюшор (пр)
- 83 км: Шыршор (пр)

## Данные водного реестра
По данным государственного водного реестра России относится к Двинско-Печорскому бассейновому округу, водохозяйственный участок реки — Вычегда от истока до города Сыктывкар, речной подбассейн реки — Вычегда. Речной бассейн реки — Северная Двина.
Код объекта в государственном водном реестре — 03020200112103000019072.